# علي محمد اليناعي
علي محمد احمد اليناعي (مواليد 1940م-)، عسكري وقاضي يمني شغل منصب نائب عام للجمهورية اليمنية سابقا. يعتبر من أبرز القيادات الوطنية اليمنية ومن ثوار ومناضلين 26 سبتمبر.
ولد في قرية يناعه في مديرية خارف محافظة عمران الجمهورية اليمنية من قبيلة حاشد.[بحاجة لمصدر]

## التعليم
- بكالوريوس في العلوم الشرطية من كلية الشرطة عام 1958.
- بكالوريوس في الشريعة والقانون من جامعة صنعاء عام 1980.
- ماجستير في الشريعة والقانون من جامعة صنعاء عام 1986.
- دكتوراه في الشريعة والقانون من جامعة القاهرة عام 1996.

## المناصب
- مدير أمن محافظة عمران - 1966
- مدير أمن محافظة حجه - 1969
- مدير أمن محافظة تعز - 1972
- نائب مدير أمن محافظة صنعاء - 1977
- مدير المعهد العالي لضباط الشرطه 1987
- النائب العام للجمهورية اليمنية - 1988
- عضو المحكمة العليا - 1996
- عضو رابطة علماء اليمن - 2010